# Mangrovepálma
A mangrovepálma vagy nipapálma (Nypa fruticans) a pálmafélék (Arecaceae) családjába tartozó faj, a Nypa nemzetség egyetlen recens faja. Minden más pálmától annyira távoli rokonságban áll, hogy önálló alcsaládba, a Nypoideae alcsaládba sorolják.

## Előfordulása
Természetes elterjedése Srí Lankától a Gangesz torkolatán és Délkelet-Ázsia szigetvilágán keresztül Ausztráliáig és a Csendes-óceán nyugati térségéig húzódik. A 19. század végén a Niger torkolatának környékére is betelepítették, azóta szerte Nyugat-Afrika tengerpartjain megtalálható. Később valószínűleg innen jutott el a Karib-térségbe a tengeráramlatok útján, ahol mára szintén meghonosodott.
Tengerpartokon és folyótorkolatokban, de szinte kizárólag mangroveerdőkben él. A szárazföld belseje felé addig hatol be, ameddig az árapály és a folyóáradások a magvait el tudják szállítani.

## Képek

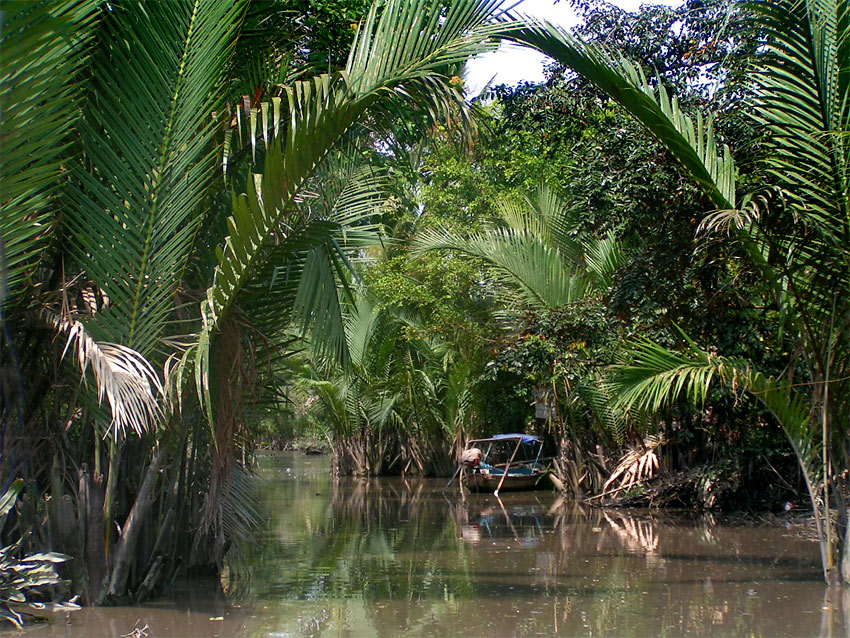
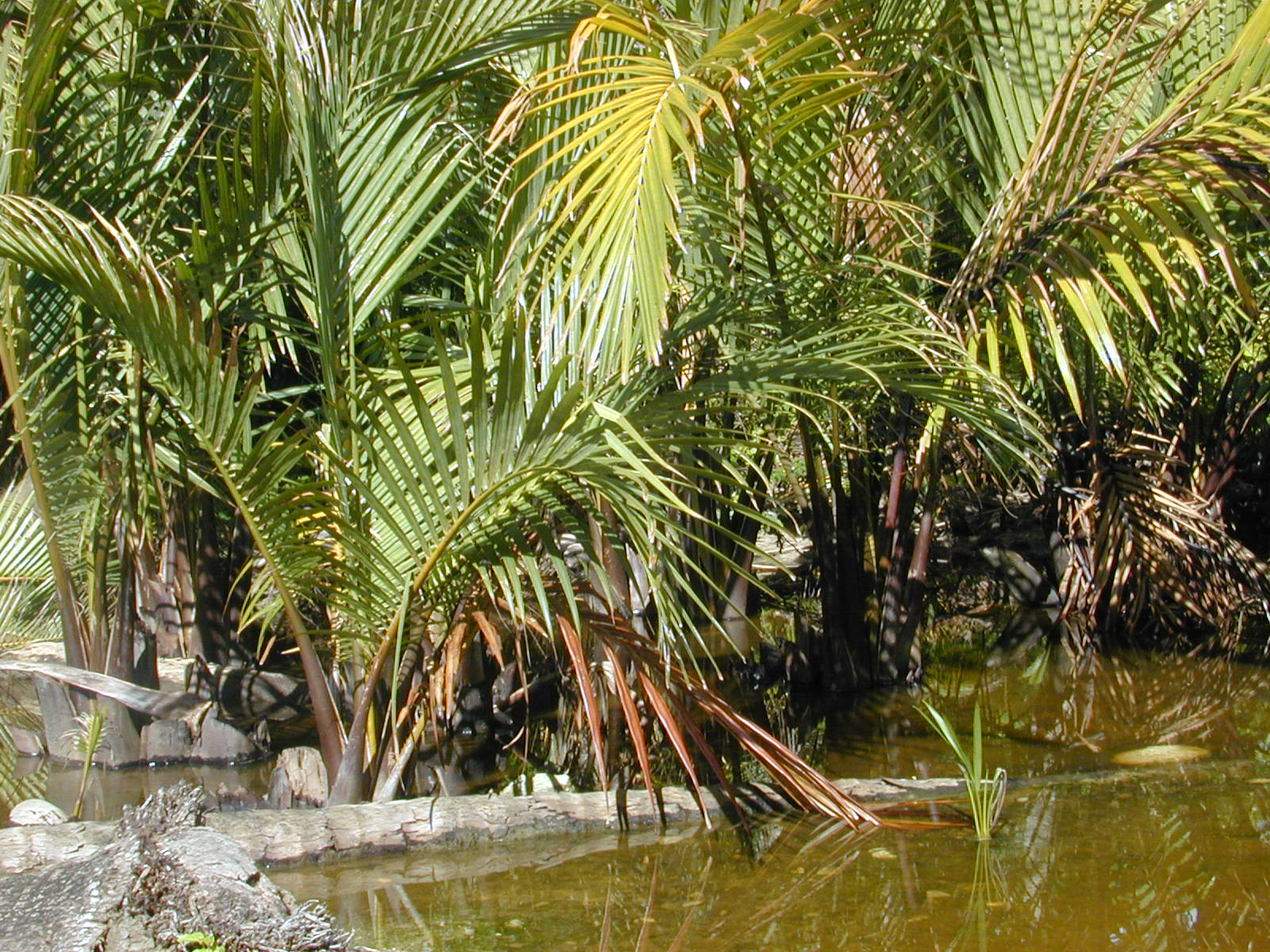
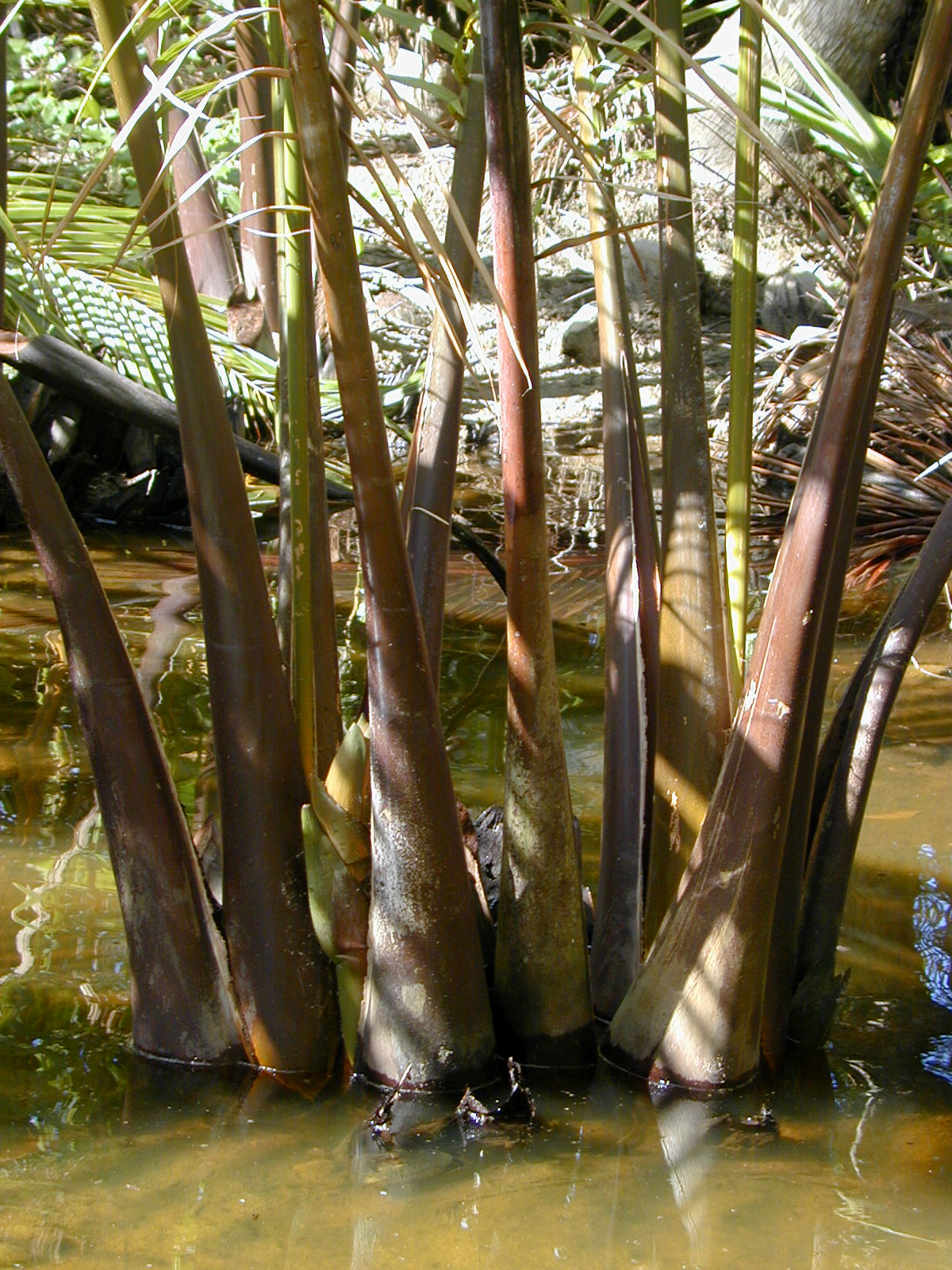
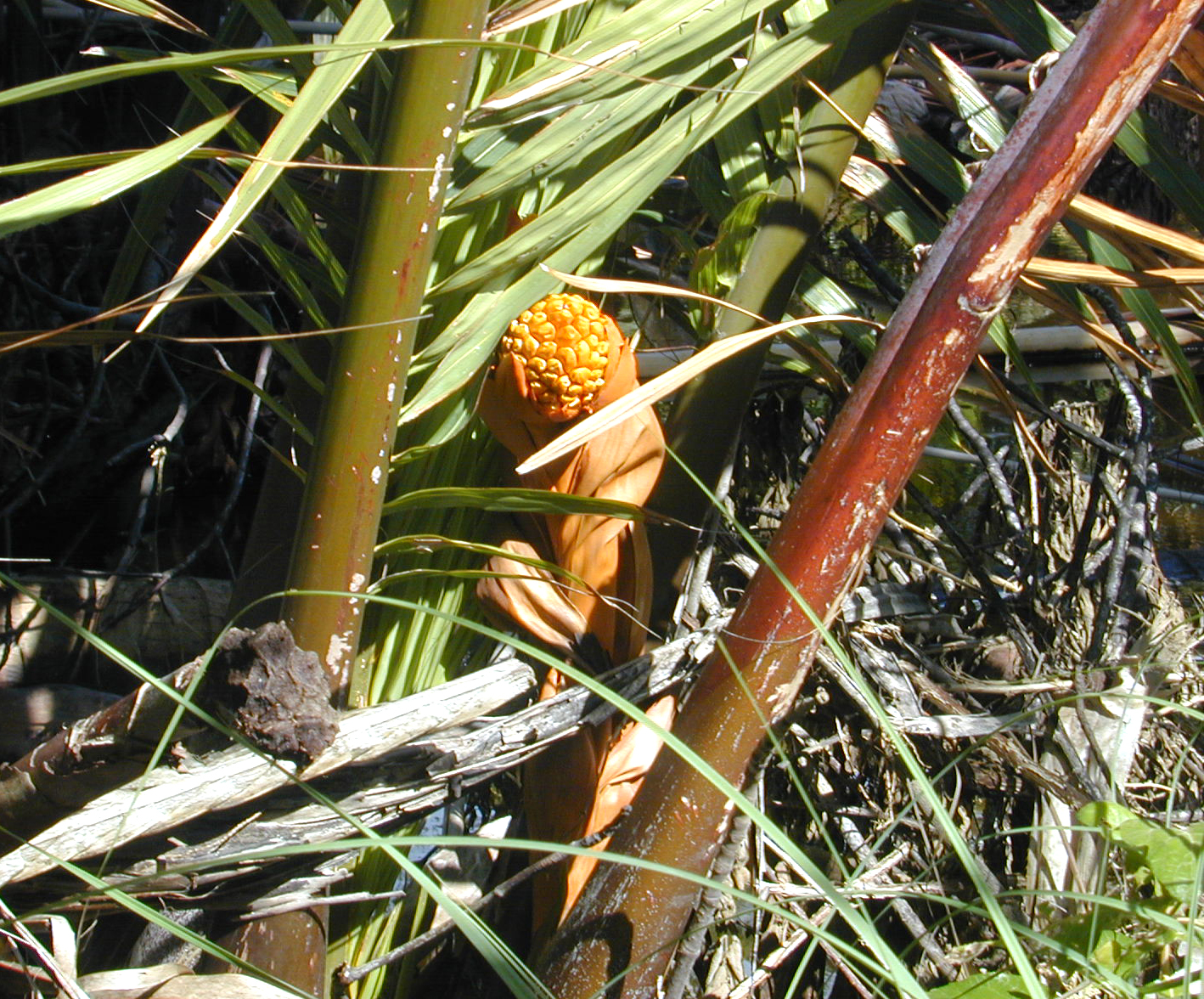
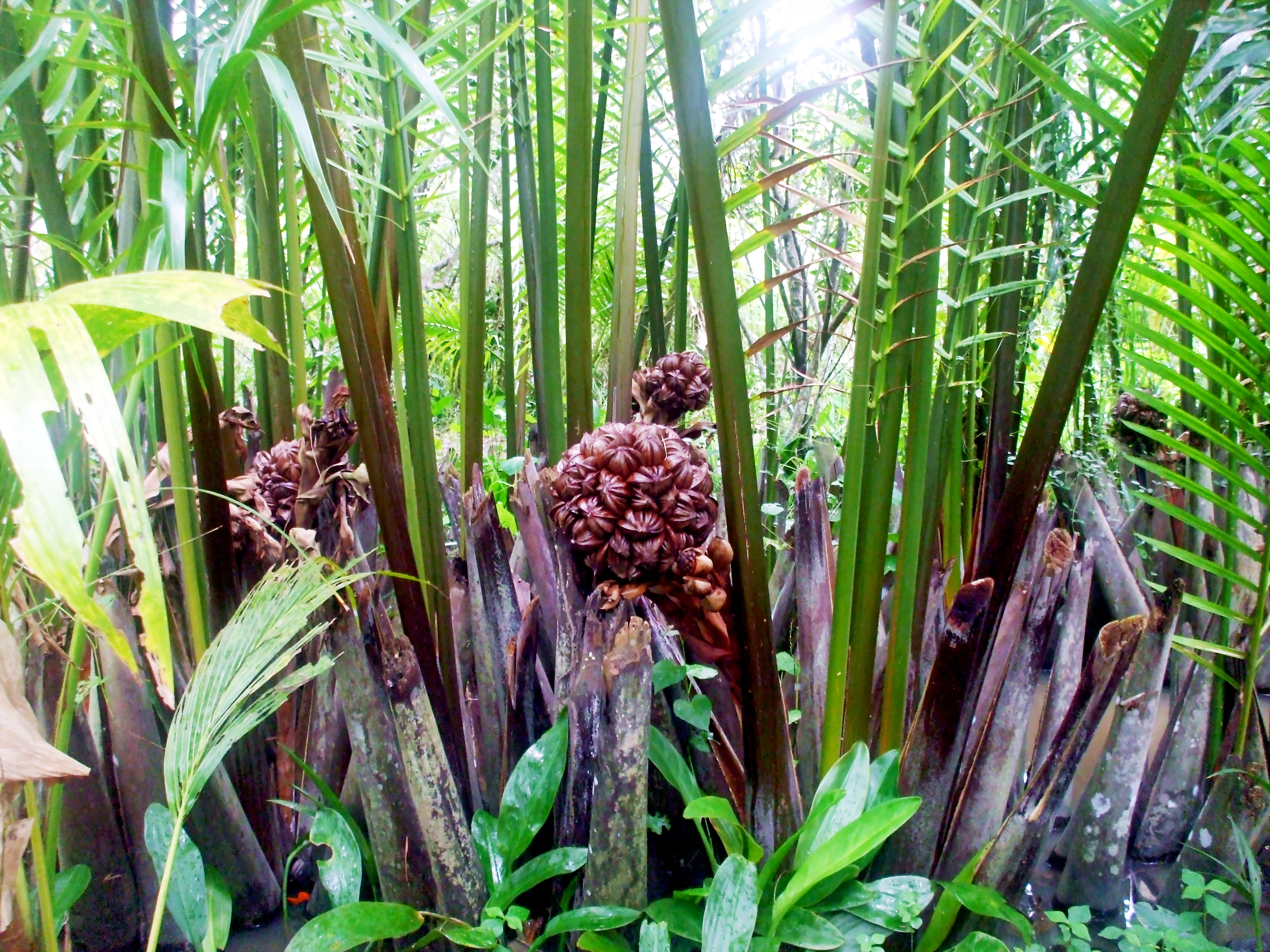
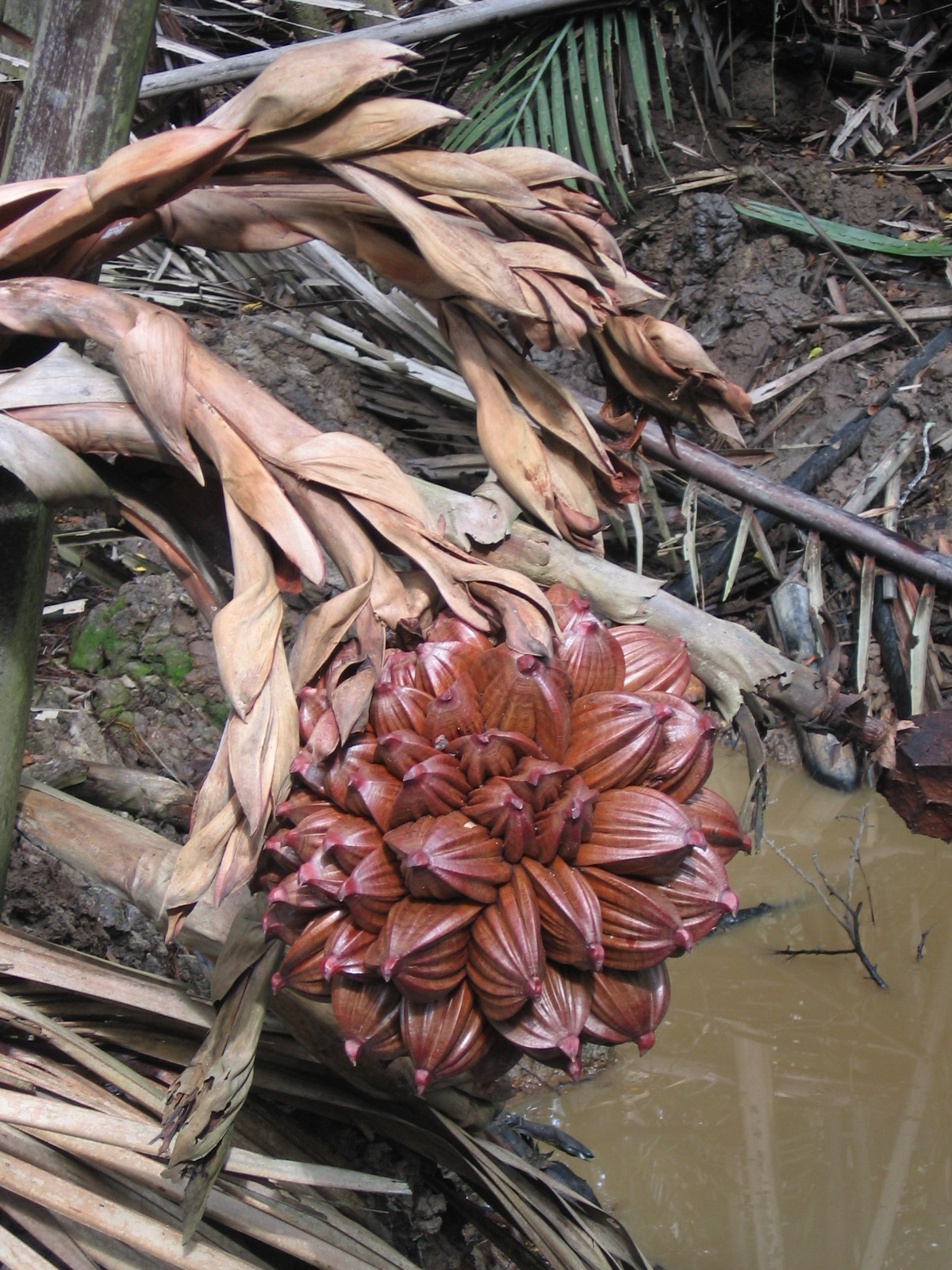
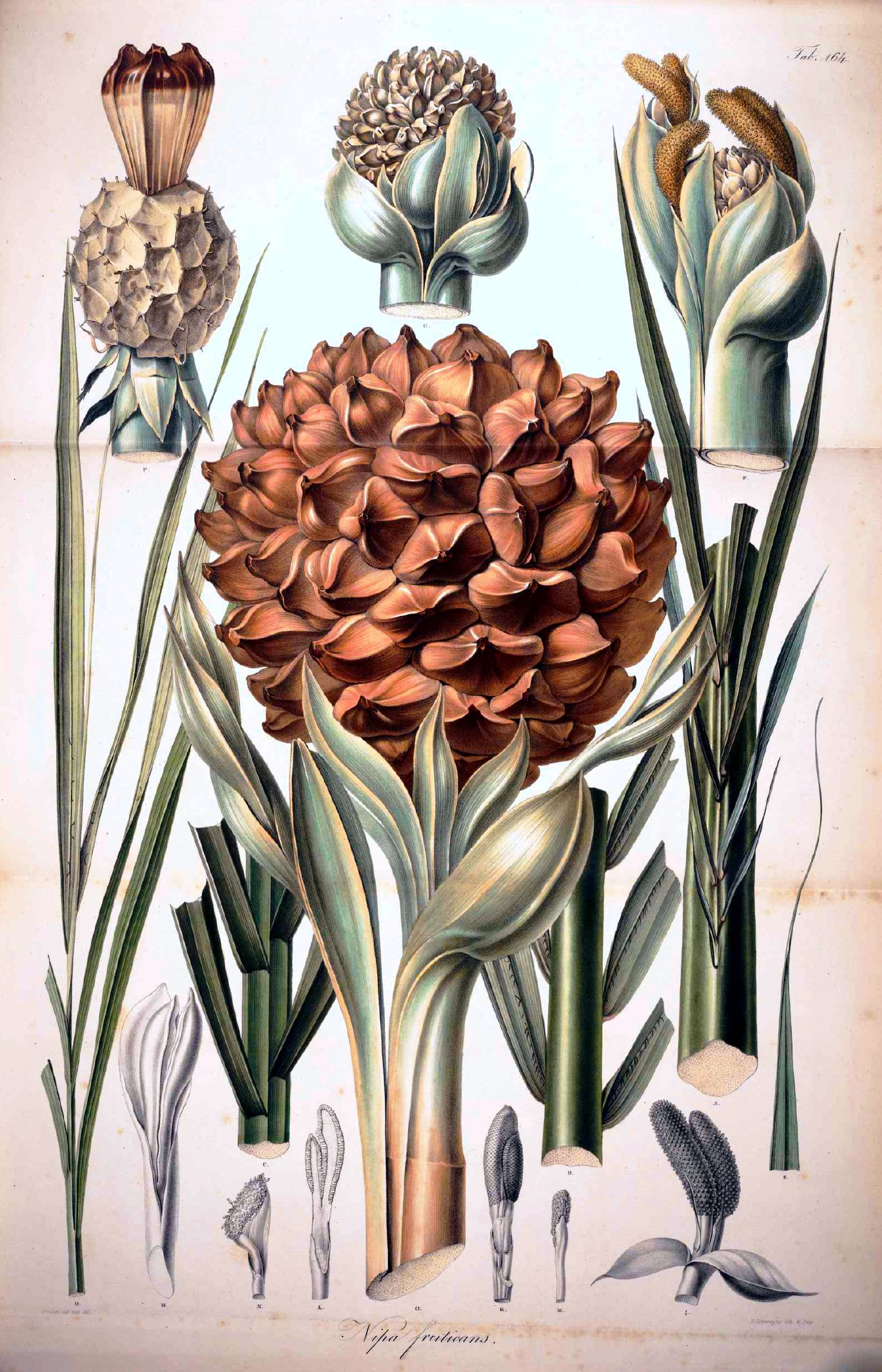
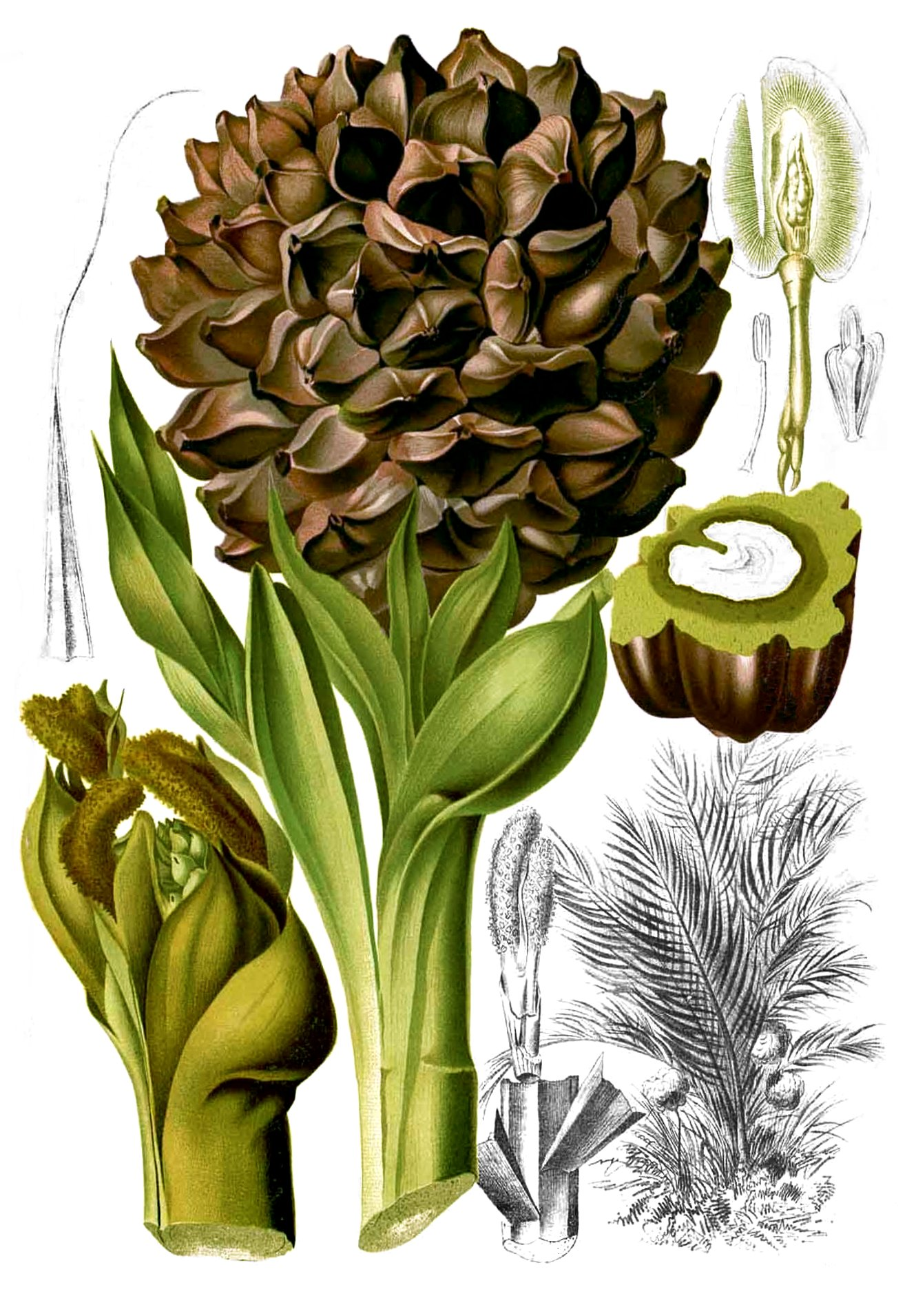